# International Suite
International Suite è una raccolta del 2018 che contiene la ristampa degli album Cara Mina ti scrivo... , Senhora Évora, Iconic Fifties e l'album  inedito Danzando.

## Tracce
CD1 Cara Mina ti scrivo... (2010):
1. Sognando
2. Carne viva
3. Mi mandi rose
4. Ancora ancora ancora
5. Oroscopo
6. Sogno
7. L'importante è finire
8. Giuro di dirti la verità
9. Questa vita loca
10. Marrakesh
11. Che volgarità
12. Fragile fortissimo
13. Carne viva (versione spagnola)
14. Amante amore

CD2 Senhora Évora (2012):
1. Senhora Évora
2. Tiempo y silencio
3. La danza
4. Besame mucho
5. Sao vicente de longe
6. Sapore di peccato
7. Sarà
8. Bella figlia
9. Bacio rubato
10. Pioggia amica, pioggia di speranza
11. Tempo e silenzio
12. Carnevale

CD3 Iconic Fifties vol. 1 (2015):
1. Oh! Marie
2. Mambo italiano
3. Rhum and Coca Cola
4. Caterina
5. Angelina (Zoom Zoom)
6. Buonasera signorina
7. La vie en rose
8. Una notte a Napoli
9. Oh! Marie (remix)

CD4 Iconic Fifties vol. 2 (2015):
1. Burbujas de amor
2. Pecado
3. Almohada
4. Procuro olvidarte
5. Me has matado
6. Hasta que te conosci
7. Y como es el
8. Carne viva
9. Canção do mar

CD5 Danzando (2018):
1. Danzando Danzando
2. O que serà
3. Ay! Mama Ines
4. Se tu non torni
5. Cor de rosa
6. Curame
7. Piensa en mi
8. Quando acaba el plaser
9. Frìo de Siberia
10. Che mi ha fatto l’amore